# فهرست دانشگاه‌های نیویورک

## سامانهٔدانشگاه ایالتی نیویورک
- دانشگاه استونی بروک
- دانشگاه ایالتی نیویورک در آلبانی
- دانشگاه ایالتی نیویورک در بافلو

## سامانهٔدانشگاه شهری نیویورک

### کالج‌های اصلی
- (۱۸۴۷) City College
- (۱۸۷۰) کالج هانتر
- (۱۹۱۹) Baruch College (as City College’s School of Business and Civic Administration، renamed in ۱۹۵۳ to honor برنارد باروک)
- (۱۹۳۰) Brooklyn College
- (۱۹۳۷) Queens College (formed by the merger of Hunter and City Colleges' Queens campuses)
- (۱۹۴۶) New York City College of Technology
- (۱۹۵۵) College of Staten Island
- (۱۹۶۴) John Jay College of Criminal Justice
- (۱۹۶۶) York College
- (۱۹۶۸) Lehman College (from (۱۹۳۱) Lehman was the Bronx branch of Hunter College، known as Hunter-in-the-Bronx)
- (۱۹۷۰) Medgar Evers College

### کالجهای منطقه‌ای
- (۱۹۵۷) Bronx Community College
- (۱۹۵۸) Queensborough Community College
- (۱۹۶۳) Borough of Manhattan Community College
- (۱۹۶۳) کینگزبارو کامیونیتی کالج
- (۱۹۶۸) LaGuardia Community College
- (۱۹۷۰) Hostos Community College

### مدارس حرفه‌ای
- مدرسه جولیارد
- (۱۹۶۱) CUNY Graduate Center
- (۱۹۷۳) Sophie Davis School of Biomedical Education
- (۱۹۸۳) CUNY School of Law
- (۲۰۰۶) CUNY Graduate School of Journalism
- (۲۰۰۶) CUNY School of Professional Studies

## موسسات خصوصی
- دانشگاه کولگیت
- موسسه فناوری روچستر
- موسسه پلی تکنیک رنسلیر
- دانشگاه راکفلر
- دانشگاه روچستر
- دانشگاه سیراکیوز
- دانشگاه نیویورک
- دانشگاه هوفسترا
- دانشگاه کرنل
- دانشگاه کلمبیا
- دانشگاه پلی تکنیک (نیویورک)
- دانشگاه آدلفی
- دانشگاه یشیوا
- کالج واسر
- مدرسه پزشکی کوه سینا

## موسسات نظامی
- آکادمی نظامی وست‌پوینت